# Magia
Magia — дебютний студійний альбом колумбійської співачки Шакіри. Виданий 24 червня 1991 року лейблом Sony Records. Загалом, альбом був комерційно невдалий. Загальний тираж альбому склав 1 200 екземплярів.

## Підґрунтя
Народжена в Барранкільї, Колумбія, Шакіра почала писати пісні у віці 8 років, першою з яких була «Tus Gafas Oscuras». Її виступи в місцевих змаганнях призвели до зустрічі з продюсером місцевого театру Моніка Аріза, яка пізніше провела прослуховування для неї в Боготі. Вона виконала три пісні для керівників Sony Music Columbia, які були досить вражені, щоб підписати її контракт у віці 13 років для запису трьох альбомів — Magia, Peligro і Pies Descalzos.
Magia є збірником пісень, написаних Шакірою у віці від 8 до 12 років, змішаних поп-рок-балад та швидких диско-пісень з електронним супроводом, хоча цьому перешкоджала відсутність єдності запису і виробництва. Він був спродюсований Мігелем Е. Кубілоссом і Пабло Тедескі, та записувався на Aga Studios в Боготі, коли Шакірі було 13 років. Представник Sony Music Columbia сказав що процес запису був простий та йшов прекрасно. Але для Шакіри, процес був проблематичним, оскільки у неї не було можливості вирішувати, які треки будуть включені та вона немала вводу в ритмічній структурі або художніх виробництв пісень.

## Випуск і просування
Щоб сприяти запуску альбому, як пропозицію від Шакіри, виступи пройшли в таких місцях, як Театро Amira де ла Роса, Картахена, Санта-Марта, Ріоача, Медельїн, Калі, Богота, та на інших різних театрах і подіях, всі з яких отримали висвітлення в пресі, радіо і телебаченні.

## Список пісень
| #  | Назва                            | Автор                                         | Тривалість |
| -- | -------------------------------- | --------------------------------------------- | ---------- |
| 1. | «Sueños (Dreams)»                | Shakira                                       | 3:47       |
| 2. | «Esta Noche Voy Contigo»         | Miguel Enrique Cubillos                       | 3:53       |
| 3. | «Lejos De Tu Amor»               | Pablo Tedeschi                                | 3:09       |
| 4. | «Magia»                          | Shakira                                       | 4:43       |
| 5. | «Cuentas Conmigo»                | Juanita Loboguerrero, Miguel Enrique Cubillos | 4:01       |
| 6. | «Cazador De Amor»                | Shakira                                       | 3:07       |
| 7. | «Gafas Oscuras»                  | Shakira                                       | 3:13       |
| 8. | «Necesito De Ti»                 | Shakira                                       | 3:41       |
| 9. | «Lejos De Tu Amor» (Versión Mix) | Pablo Tedeschi                                | 3:13       |

## Учасники запису
- Шакіра — вокал, гітара
- Серхіо Солано — гітара
- Італо Ламболья — ударні
- Антоніо «Toño» Арнедо — саксофон
- Мігель Enrique Cubillos N. — хор
- Ana Maria Gónzalez-Liliana Avila — хор
- Juanita Loboguerrero — songwriter
- Miguel E. Cubillos — producer, songwriter, music direction, artistic arrangement, vocal direction, chorus
- Pablo Tedeschi — producer, songwriter, musical direction, arrangement, програмування і програмування ударних
- Альбваро Eduardo Ortiz Q — дизайн
- Gabriel Muñoz — general coordination
- Луїс Мігель Олівар — sound engineer
- Leo Erazzo — ілюстрації альбому